# Walter von Eberhardt

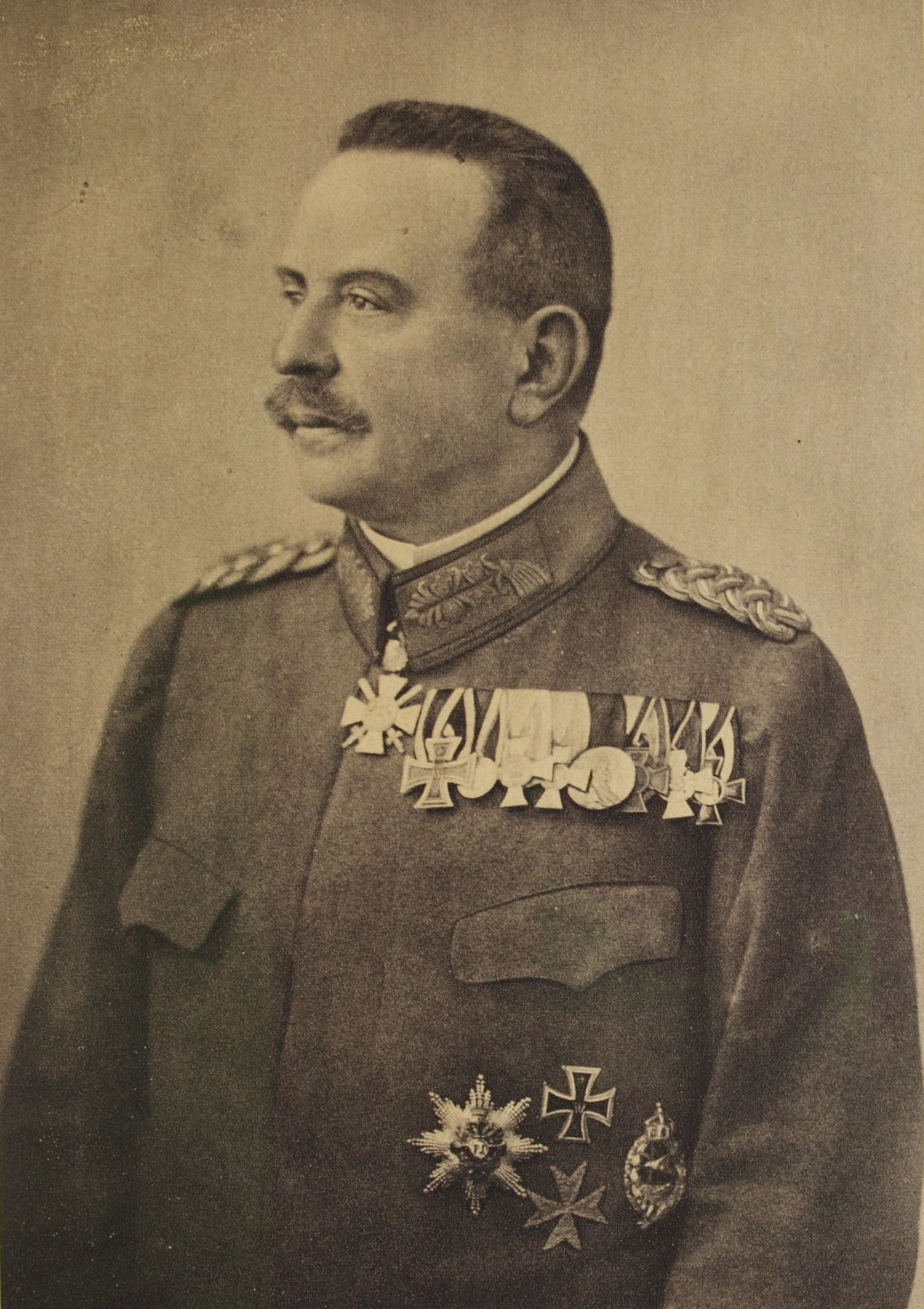
General von Eberhardt (1918)

El Teniente General Friedrich Wilhelm Magnus Heinrich Walter von Eberhardt (7 de enero de 1862 en Berlín-7 de enero de 1944 en Wernigerode), generalmente conocido como Walter von Eberhardt, fue un comandante militar alemán durante la I Guerra Mundial y la guerra lituano-soviética de 1918-19. Fue el hijo del posterior Mayor general prusiano Heinrich von Eberhardt (1821-1899). Sus hermanos mayores también hicieron carrera en el Ejército prusiano. Magnus (1855-1939) alcanzó el grado de General de Infantería, Gaspard von Eberhardt (1858-1928) el grado de Teniente General.
Notablemente, fue el primer inspector de las tropas aéreas (Idflieg) entre 1913 y 1914. En 1930 fue publicado Unserere Luftstreitkräfte 1914-1918 bajo la dirección de von Eberhardt.